# Pavel Muslimov
Pavel Muslimov (n. 15 iunie 1967, Ufa, RSFS Rusă, URSS) este un biatlonist ce a reprezentat Rusia, medaliat olimpic. A participat la o ediție a Jocurilor Olimpice (1998) în care a câștigat o medalie de bronz.

## Participări
Lista de mai jos prezintă principalele competiții la care a participat Pavel Muslimov de-a lungul carierei.
- biathlon at the 1998 Winter Olympics – men's relay[*]